# Schandental
Das Schandental ist ein vom Regierungspräsidium Tübingen am 4. Februar 1998 durch Verordnung ausgewiesenes Naturschutzgebiet auf dem Gebiet der Gemeinde Mehrstetten im Landkreis Reutlingen. Es ist Bestandteil des FFH-Gebiets Tiefental und Schmiechtal und des Vogelschutzgebiets Täler der Mittleren Flächenalb.

## Lage
Das Naturschutzgebiet Schandental liegt etwa 1,7 Kilometer südlich der Ortschaft Mehrstetten im Naturraum Mittlere Flächenalb und in der geologischen Einheit des Mittleren Oberjura.

## Schutzzweck
Schutzzweck ist laut Schutzgebietsverordnung „die Erhaltung, Pflege und Verbesserung eines für die Mittlere Flächenalb charakteristischen Trockentales einschließlich seiner südexponierten Hangflächen mit den Wacholderheiden unterschiedlicher Ausprägung, den Waldflächen, den Hecken‑ und Feldgehölzen und den überwiegend den Talgrund bestimmenden Wiesen- und Ackerflächen, die Erhaltung, Pflege und Verbesserung dieses Biotopmosaiks und insbesondere der Halbtrockenrasen als Lebensraum zahlreicher gefährdeter Pflanzen‑ und Tierarten, die Erhaltung und Verbesserung eines Biotopverbundes der im Gebiet einzeln liegenden Halbtrockenrasen, die Erhaltung der auf Grund des reichstrukturierten Biotopmosaiks vorhandenen landschaftsprägenden Schönheit und Eigenart des Tales, insbesondere die Offenhaltung des Talgrundes“ sowie „die Sicherung und Verbesserung eines großräumigen Biotopverbundes von Wacholderheiden auf Gemarkung Mehrstetten“.

## Landschaftscharakter
Das Trockental hat sich in die Albhochfläche bis in die  Schichten des Mittleren Oberjura eingegraben. Es verläuft in West-Ost-Richtung vom Bahnhof Mehrstetten Richtung Sondernach. Das Naturschutzgebiet endet jedoch etwa auf halber Strecke. Die südexponierten Talhänge werden von Wacholderheiden geprägt, am Oberhang sind sie jedoch bewaldet. Der Talgrund wird von Wiesen bestimmt. Durch das Tal verläuft die Bahnstrecke Reutlingen–Schelklingen.

## Flora und Fauna
Im Gebiet kommt unter anderem der Ölkäfer Meloe rugosus, der Schwarze Apollo und der Spätsommer-Würfel-Dickkopffalter vor. 